# WTA-toernooi van Tokio (Lion's Cup)
Het WTA-toernooi van Tokio (officieel: Lion's Cup) was een tennistoernooi voor vrouwen dat van 1978 tot en met 1985 plaatsvond in de Japanse hoofdstad Tokio. De eerste twee jaren had het toernooi de naam Emeron Cup.
De WTA organiseerde het toernooi, dat werd aangemerkt als exhibition tournament en dat werd gespeeld op overdekte tapijtbanen. Het toernooi kende geen dubbelspel.
Er werd door vier deelneemsters per jaar gedurende twee dagen gestreden om de titel in het enkelspel. Door het hoge prijzengeld waren het de beste speelsters van dat moment die aan het toernooi deelnamen.
Drie van de acht finales werden uitgevochten tussen Martina Navrátilová en Chris Evert. Zes van de acht finales werden gewonnen door ofwel Martina Navrátilová ofwel Chris Evert.

## Officiële namen
| 1978–1979 | Emeron Cup |
| 1980–1985 | Lion's Cup |

## Meervoudig finalistes
| speelster             | aantal finales | in de jaren                     | aantal titels |
| --------------------- | -------------- | ------------------------------- | ------------- |
| Chris Evert           | 5              | 1978*, 1981, 1982*, 1983, 1985* | 3             |
| / Martina Navrátilová | 5              | 1978, 1979, 1980*, 1981*, 1983* | 3             |
| Tracy Austin          | 2              | 1979*, 1980                     | 1             |
| Manuela Maleeva       | 2              | 1984*, 1985                     | 1             |

* = gewonnen finale

## Finales

### Enkelspel
| Datum      | Naam       | ($)     | Winnares            | Verliezend finaliste | Uitslag       |
| ---------- | ---------- | ------- | ------------------- | -------------------- | ------------- |
| 1978-12-16 | Emeron Cup | 200.000 | Chris Evert         | Martina Navrátilová  | 7-5, 6-2      |
| 1979-12-15 | Emeron Cup | 200.000 | Tracy Austin        | Martina Navrátilová  | 6-2, 6-1      |
| 1980-11-22 | Lion's Cup | 200.000 | Martina Navrátilová | Tracy Austin         | 6-4, 6-3      |
| 1981-11-21 | Lion's Cup | 200.000 | Martina Navrátilová | Chris Evert          | 6-3, 6-2      |
| 1982-11-15 | Lion's Cup |         | Chris Evert         | Andrea Jaeger        | 6-3, 6-2      |
| 1983-11-19 | Lion's Cup | 100.000 | Martina Navrátilová | Chris Evert          | 6-2, 6-2      |
| 1984-11-12 | Lion's Cup | 200.000 | Manuela Maleeva     | Hana Mandlíková      | 6-1, 1-6, 6-4 |
| 1985-11-11 | Lion's Cup | 100.000 | Chris Evert         | Manuela Maleeva      | 7-5, 6-0      |